# ماجد الماجد
ماجد الماجد، واسمه الحقيقي ماجد مهدي الدوسري، (1966-2018) مطرب سعودي بدأ مشواره الفني مع الأغنية الشعبية في منتصف ثمانينات القرن العشرين، وطرح 14 ألبوماً، منها: «يقوى الهجر»، و«اذكريني»، و«يا هاجري». توفي ماجد الماجد عن عمر يناهز 51 سنة، متأثرًا بجراحه إثر تعرضه لطلق ناري، ووري جثمانه الثرى يوم الثلاثاء 7 أغسطس 2018. سبق أن لحن وكتب له الفنان خالد عبد الرحمن، وقدما الأغنية الشهيرة رعش قلبي، وسبق أن قال عنه في حديث تلفزيوني «هذا الرجل من أنقى البشر».

## التعاونات الفنية
تعاون الفنان ماجد الماجد مع الكثير من الشعراء والملحنين أبرزههم خالد عبد الرحمن في أغنية «رعش قلبي سحر عينك»، التي سبق وغناها خالد في جلسة خاصة، وأغنية «من عذاب البعد». كذلك تعاون مع كل من: خالد العليان، ومبارك المنصور، وصلاح محمد، وأحمد الجوفي، وفهد الماضي، وخالد الماجد.

## الألبومات
- ألبوم تبكي عيني تعاون مع الاشاعر احمد الجوفي وإنتاج شركة انغام
- ألبوم دمعة حزن من إنتاج تسجيلات نجران
- ألبوم ياللي رحلتي من إنتاج شركة اجا وسلمى
- ألبوم اذكريني وأول تعاون له مع صديقه الفنان خالد عبد الرحمن
- ألبوم غاب القمر
- ألبوم ياهل الطرب
- ألبوم رسالة
- ألبوم يا هاجرني
- ألبوم علامك
- ألبوم الطوفان
- ألبوم مغترب في عذاب 1416 هـ تعاون مع الفنان خالد عبد الرحمن.
- ألبوم يقوى الهجر

## وفاته
أصيب ماجد الماجد برصاصة في رأسه عن طريق الخطأ، ونقل للعناية الفائقة بعد الحادث، وتوفي مساء الأحد 5 أغسطس 2018 متأثرًا بجراحه. صلي عليه بجامع البواردي بحي العزيزية بالرياض، ودفن بمقابر المنصورية. ونعاه عدد من الفنانين، بينهم خالد عبد الرحمن، وحسين العلي، وخالد الماجد؛ ومزعل فرحان في لقاء تلفيزيوني.